# Население на Гренландия
Населението на Гренландия през юли 2014 година е 56 295 души.

## Общи данни
Естествен прираст: -0,03% (2007 г.)
Раждаемост: 16,01 новородени/1000 души (2007)
Смъртност: 7,93 починали/1000 души (2007)
Продължителност на живота:
- общо: 70,23 години
- мъже: 66,65 години
- жени: 73,9 години (2007 г.)

Фертилност: 2,4 деца/жена (2007 г.)
Градско население: 82%

## Възрастов състав
(2007)
- 0-14 години: 24% (мъже 6926, жени 6597)
- 15-64 години: 69,1% (мъже 20 901, жени 18 012)
- над 65 години: 6,9% (мъже 1873, жени 2035)

(2013)
- 0-14 години: 21,5% (мъже 6234, жени 5894)
- 15-64 години: 71% (мъже 21 427, жени 18 711)
- над 65 години: 7,5% (мъже 2206, жени 2011)

## Полова структура
(2007)
- под 15 години: 1,05 мъже/жени
- 15-64 години: 1,16 мъже/жени
- над 65 години: 0,92 мъже/жени
- за цялото население: 1115 мъже/жени

## Етнически състав
- 76,1% – инуити-ескимоси
- 19,3% – датчани
- 3,2% – американци
- 1,4% – други

## Религия
- 98,4% – протестанти
- 1,6% – други

## Езици
- гренландски
- датски
- английски